# 2017年阿斯塔納世界博覽會日本館

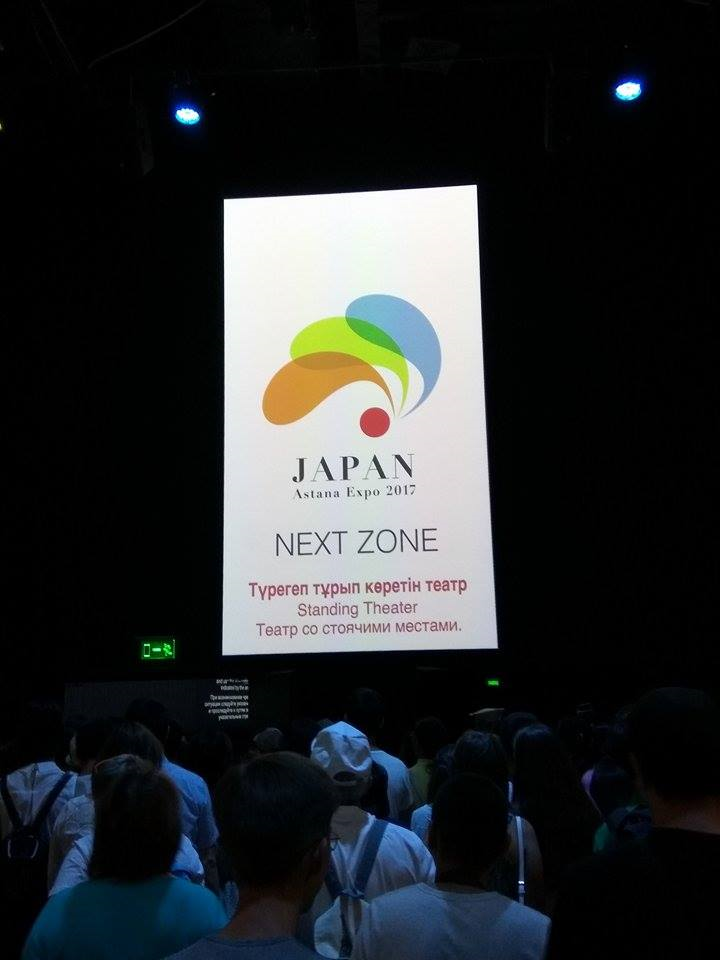
日本館的官方標誌

2017年阿斯塔納世博會日本館是2017年阿斯塔納世界博覽会代表日本的展館，位於世博園407展區。日本館的主題為「智慧與科技融合」。而日本駐本屆世博會的代表為中村富安。

## 設施
展館分為三大展區，第一展區會先播放一段簡介日本文化、日本氣候與日本歷史的影片。其後，參觀者可沿銀幕兩側的通道前往第二展區。第二展區高5米、闊20米的大銀幕電影院展示日本的能源發展。而第三展區則展出智能家居以及可供參觀者遊玩的互動電子遊戲。

## 圖集

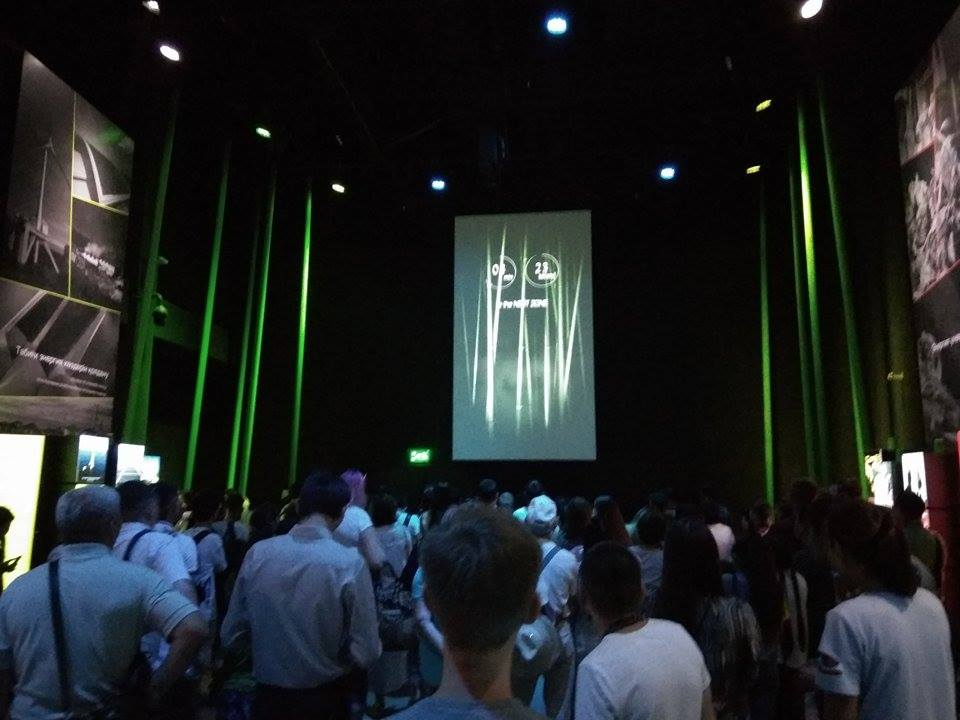
第一展區的電影院
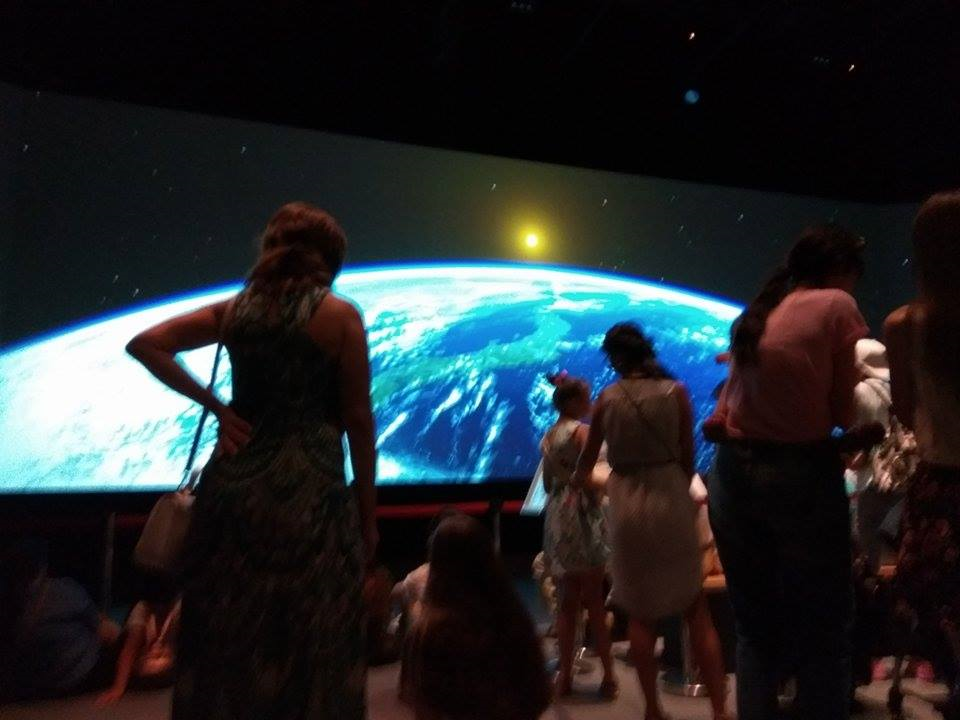
第二展區的大銀幕電影院
第三展區的互動電子遊戲

## 贊助商
豐田汽車、日本煙草產業公司、東芝、豐田通商、三菱重工、三菱商事、伊藤忠商事、三井物產、丸紅、石油連盟等機構為該館的贊助商。

## 外部連結
- 2017年阿斯塔納世界博覽會日本館官方網頁